# Antrophyum sessilifolium
Antrophyum sessilifolium är en kantbräkenväxtart som först beskrevs av Antonio José Cavanilles, och fick sitt nu gällande namn av Kurt Sprengel. Antrophyum sessilifolium ingår i släktet Antrophyum och familjen Pteridaceae. Inga underarter finns listade.